# 2000-es Australian Open
A 2000-es Australian Open az év első Grand Slam-tornája, az Australian Open 88. kiadása volt. Január 17. és január 30. között rendezték meg Melbourne-ben. A férfiaknál Andre Agassi, nőknél Lindsay Davenport nyert.
A helyszín legnagyobb stadionját a verseny kezdete előtt egy nappal, január 16-án nevezték el az ausztrál Rod Laverről, a tenisztörténelem egyik legsikeresebb játékosáról. Ugyanennek az évnek a nyarán, július 27-én adták át a torna legújabb stadionját is, a 11 ezer férőhelyes Vodafone Arenát (később Hisense Arena).

## Döntők

### Férfi egyes
Andre Agassi –  Jevgenyij Kafelnyikov, 3–6, 6–3, 6–2, 6–4

### Női egyes
Lindsay Davenport –  Martina Hingis, 6–1, 7–5

### Férfi páros
Rick Leach /  Ellis Ferreira –  Andrew Kratzmann /  Wayne Black, 6–4, 3–6, 6–3, 3–6, 18–16

### Női páros
Lisa Raymond /  Rennae Stubbs –  Martina Hingis /  Mary Pierce, 6–4, 5–7, 6–4

### Vegyes páros
Jared Palmer /  Rennae Stubbs –  Todd Woodbridge /  Arantxa Sánchez Vicario, 7–5, 7–6(3)

## Juniorok

### Fiú egyéni
Andy Roddick– Mario Ančić, 7–6(2), 6–3

### Lány egyéni
Kapros Anikó– María José Martínez Sánchez, 6–2, 3–6, 6–2

### Fiú páros
Nicolas Mahut /  Tommy Robredo– Tres Davis /  Andy Roddick, 6–2, 5–7, 11–9

### Lány páros
Kapros Anikó /  Christina Wheeler– Lauren Barnikow /  Erin Burdette, 6–3, 6–4